# Hoàn lưu Hadley

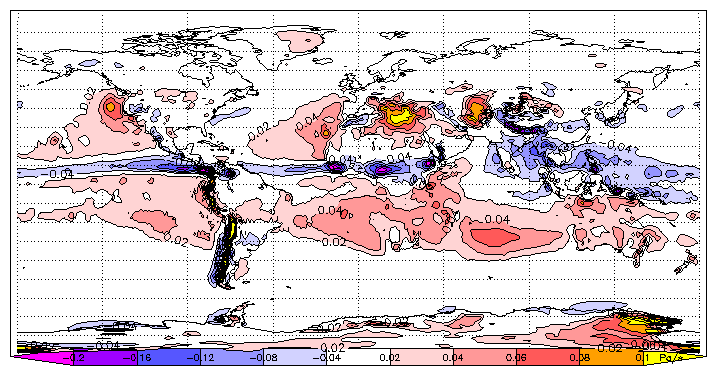
Vận tốc chiều dọc vào 500 hPa, trung bình tháng bảy theo đơn vị pascal trên giây. Phần đi ngược lên (các giá trị âm) được tập trung gần cực mặt trời; phần đi xuống (các giá trị dương) thì dài dòng hơn.

Hoàn lưu Hadley, hay còn gọi là Vòng hoàn lưu Hadley, Vòng hoàn lưu tín phong-phản tín phong, được đặt tên theo George Hadley, là một hoàn lưu khí quyển nhiệt đới trên diện toàn cầu mà trong đó không khí ở xích đạo chuyển động thăng lên rồi thổi theo kinh tuyến cách bề mặt 10–15 kilomet xuống khu vực cận nhiệt đới, và rồi trở lại về phía xích đạo gần bề mặt. Hoàn lưu này tạo ra gió mậu dịch, vành đai mưa nhiệt đới và xoáy thuận nhiệt đới, hoang mạc cận nhiệt đới và dòng tia.
Ở mỗi bán cầu có một vòng hoàn lưu chính mang tên hoàn lưu Hadley và hai vòng hoàn lưu thứ ở những vĩ độ cao hơn, khoảng 30° đến 60° gọi là hoàn lưu Ferrel, và ngoài 60° là vòng hoàn lưu cực. Mỗi hoàn lưu Hadley hoạt động từ 0 đến 30 tới 40 độ phía bắc và nam và chịu trách nhiệm chính cho thời tiết ở vùng xích đạo của thế giới.

## Cơ chế
Lực điều khiển chính của hoàn lưu khí quyển là sự phân bố không đều nhau của nhiệt của Mặt trời trên Trái Đất, nhiều nhất ở vùng xích đạo và ít hơn ở vùng cực. Hoàn lưu khí quyển vận chuyển năng lượng về phía cực, do đó kết quả là làm giảm đi gradien nhiệt từ xích đạo tới cực. Cơ chế nó được thực hiện thì không giống nhau ở vùng nhiệt đới và ở các vĩ độ ngoài nhiệt đới.
Hoàn lưu Hadley tồn tại ở cả hai phía của xích đạo. Mỗi hoàn lưu chạy vòng quanh trái đất theo đường vĩ độ và thực hiện việc vận chuyển năng lượng từ xích đạo tới khoảng vĩ độ 30.